# 마라타인
마라타인은 마라티어를 사용하는 인도아리아계 민족으로, 인도 서부의 마하라슈트라에 주로 분포한다. 한편 카스트로서의 마라타는 이들 마라티인 계통으로 구성된 자티 집단들을 말하는 것으로 마라티인들과 겹치는 범위가 비슷할 뿐 완전히 같은 개념이라고는 보기 어렵다.

## 같이 보기
- 마라타
- 마라타 동맹